# Abseilen in der Luftfahrt

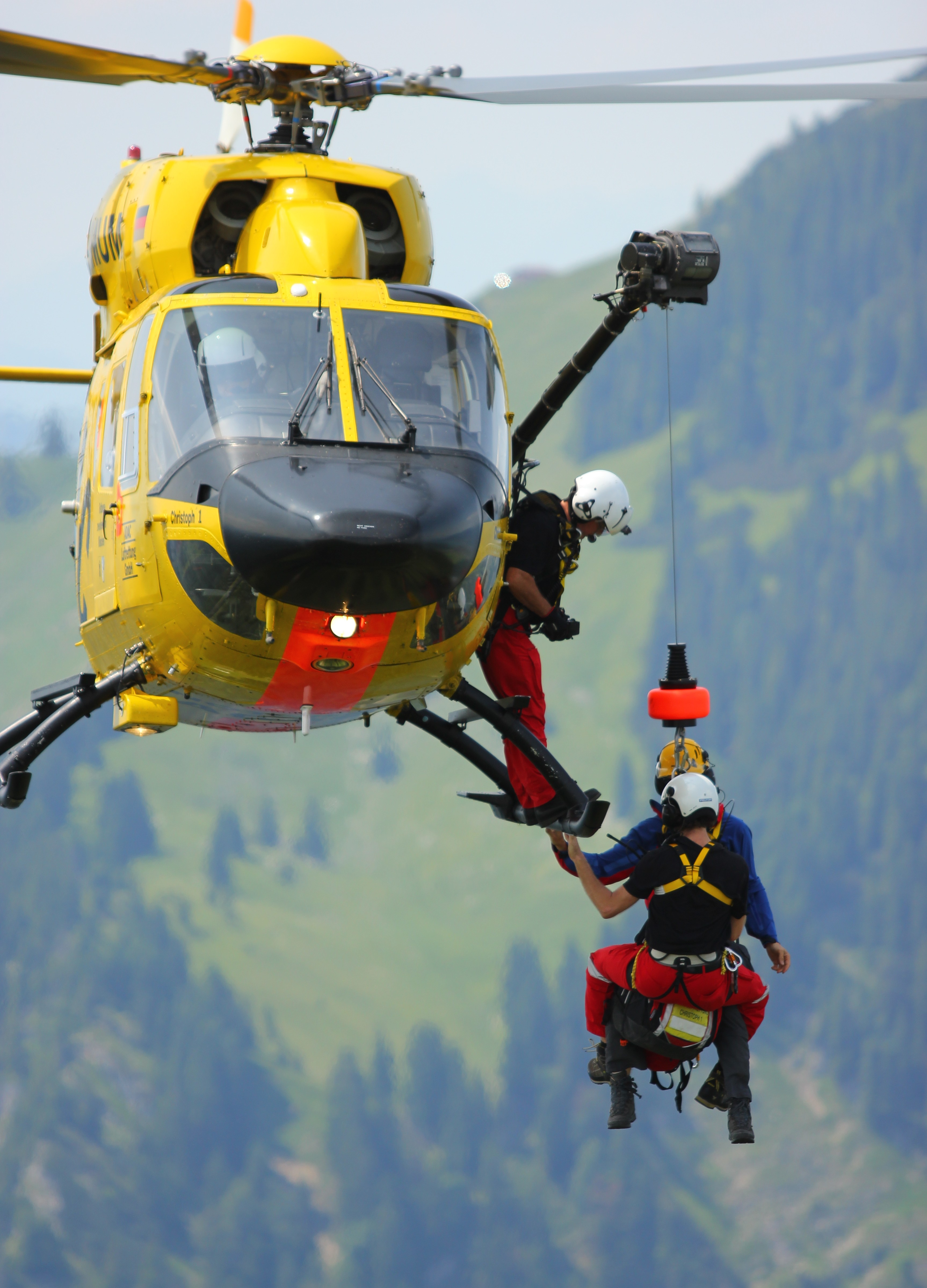
Abseilen mittels Seilwinde

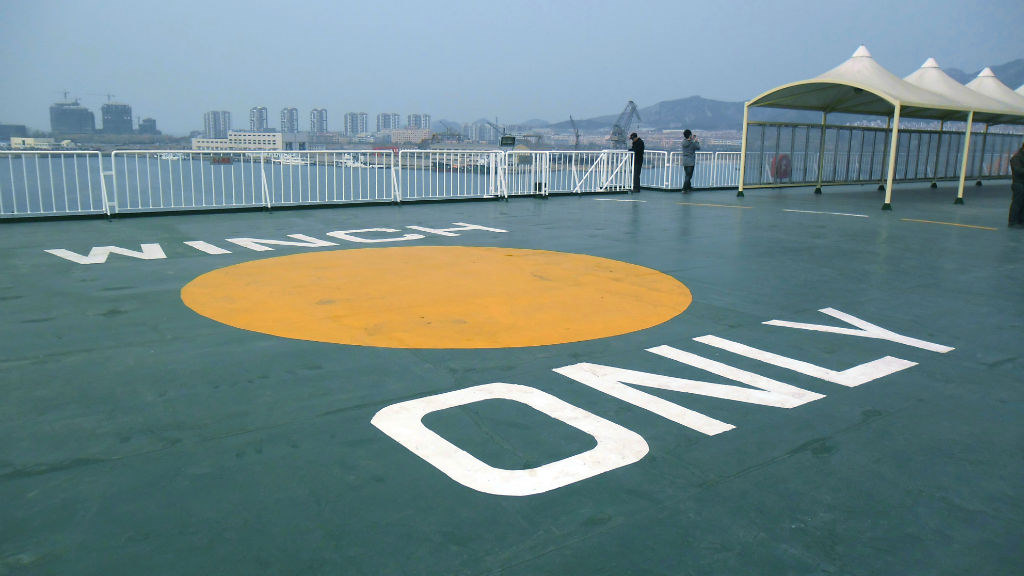
Mit „winch only“ (nur Winde) markierter Bereich auf einem Schiffsdeck, der nicht zum Landen, aber zum Abseilen genutzt werden kann

Das Abseilen in der Luftfahrt ist die Verbringung einer Person oder eines Gegenstands von einem Fluggerät auf den Boden durch Abseilen.

## Abseilarten
Das Abseilen geschieht in der Regel von einem Hubschrauber aus. In ziviler Nutzung werden Personen passiv durch eine Seilwinde abgeseilt, sie werden gewinscht. Bei Einsätzen von polizeilichen oder militärischen Spezialeinheiten werden Personen hingegen zusätzlich aktiv abgeseilt, um schnell einen Einsatzort zu erreichen, ohne den Hubschrauber landen zu müssen. Hierbei gibt es mehrere Arten des Abseilens.
Grundsätzlich bedürfen alle Absetzarten besonderer Ausbildung, in Deutschland ist diese und die Einsatzausbildung stark reglementiert und darf nur von Sondereinsatzkräften betrieben werden. Die Auflagen der Berufsgenossenschaft sind sehr restriktiv und engen eine weitreichende Ausbildung im zivilen Bereich somit ein.

### Seilwinde
Bei dieser Art wird eine von einem Elektromotor betriebene Winde eingesetzt, die die Person an einem Seil ablässt. Dabei wird der Haken an einen Karabinerhaken am Gürtel der Person oder an der Rettungsschlinge oder am Rettungskorb eingehängt. Im Gegensatz zum Abseilen beim Klettern wird hier die Person passiv abgelassen, d. h., sie wirkt bei dem Vorgang nicht mit. Eingesetzt wird diese Möglichkeit von zivilen sowie militärischen Organisationen beim Search and Rescue (Rettung/Bergung) und bei Hubschrauberversetzungen; dem Transfer von Personal auf See wie auch in unzugänglichem Gelände. Umgekehrt ist auch das Hochhieven von Personen oder Gerät mit der Seilwinde möglich.

### Fast-Roping

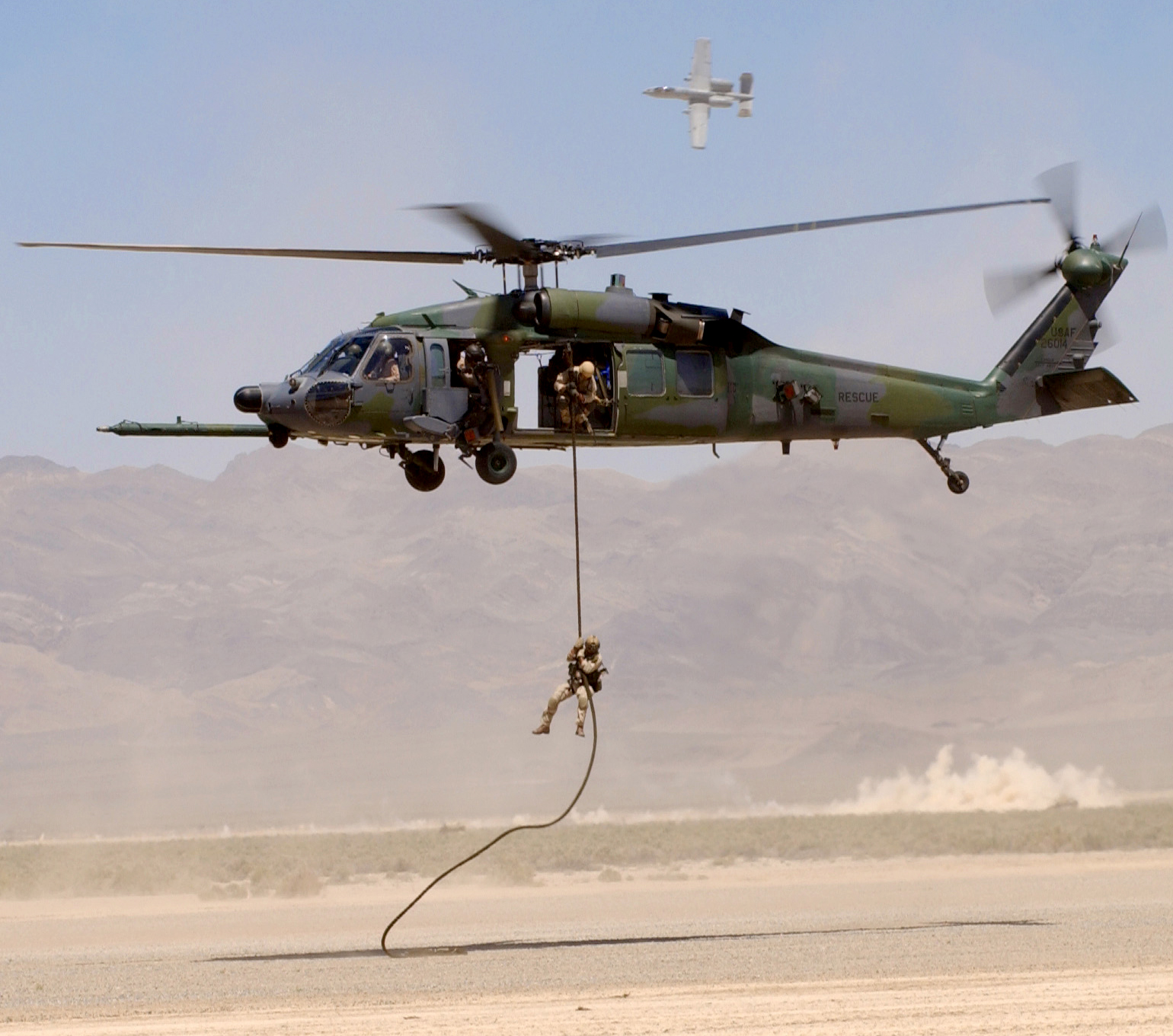
Beim Fast-Roping gleiten die Einsatzkräfte ohne Sicherung am Seil hinab. Vorteil dieser Variante ist die schnelle Einsatzbereitschaft am Boden, da die Personen sich nicht vom Seil trennen müssen.

Hierbei werden an einem ausschwenkbaren Galgen dicke Seile abgelassen, an denen die Einsatzkräfte, einer nach dem anderen – je nach Seillänge können drei bis vier Personen dicht nacheinander am Seil hinabgleiten – ohne weitere Sicherung hinabrutschen. Es handelt sich dabei um Spezialseile, die wegen der großen Reibungswärme auf der Seiloberfläche aus vielen kleinen Seilen verseilt wurden. Die hinabrutschenden Einsatzkräfte tragen besondere Handschuhe oder umwickeln ihre Handschuhe mit Klebeband, das dann als Opferschicht beim Hinabgleiten verbraucht wird. Das Seil kann nach Absetzen der letzten Person abgeworfen oder, wenn es die Lage zulässt, wieder eingezogen werden. So können aus einem Black Hawk in etwa 30 Sekunden 14 Mann aus beiden Türen abgesetzt werden.
Diese Art zum Verbringen der Einsatzkräfte wird besonders beim Entern von Schiffen durch die Marine eingesetzt, wo sie eine schnelle Alternative zu einer Annäherung per Boot darstellt. Die Landstreitkräfte machen sich in bebautem Gelände insbesondere auch den Umstand zunutze, dass der Hubschrauber während des Abseilvorgangs nicht landen muss und somit einerseits kürzer einem möglichen Angriff ausgesetzt ist und andererseits gleichzeitig seine Manövrierfähigkeit behält. Nachteil dieser Verbringung ist das Fehlen von Sicherungsmöglichkeiten.

### Speed-Rappelling

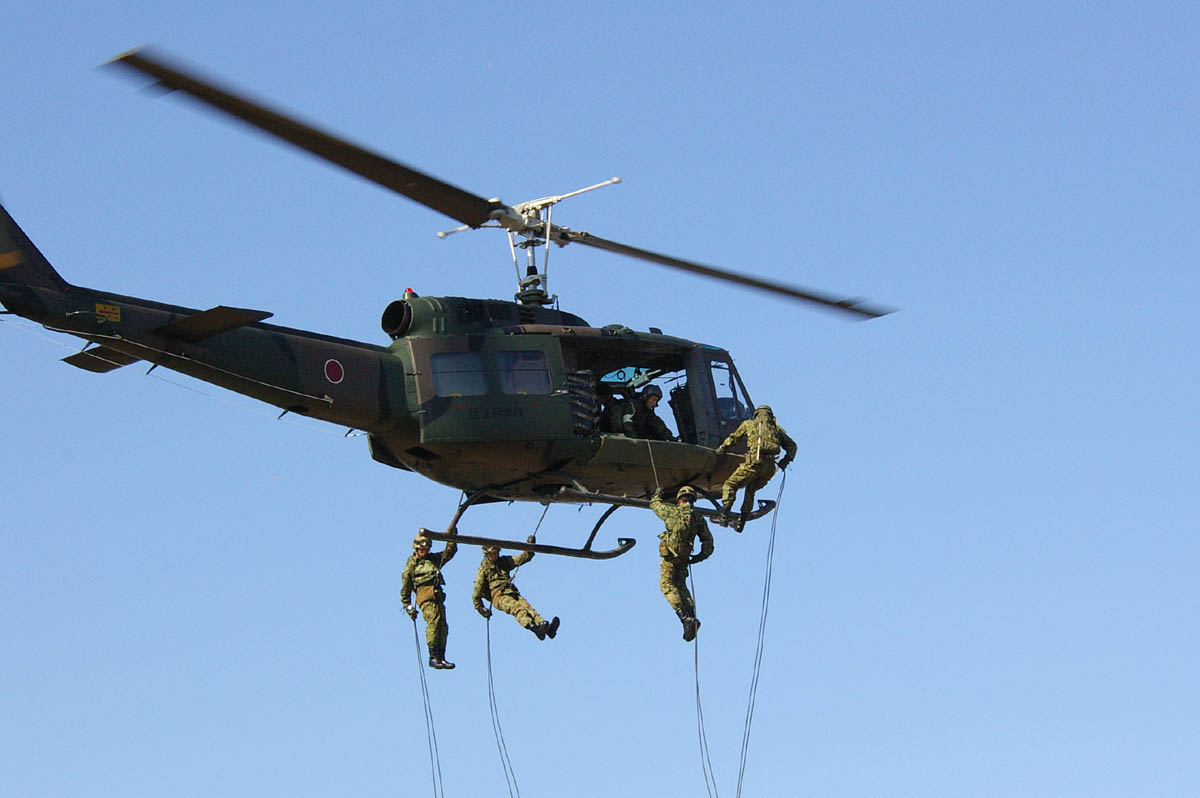
Die Notwendigkeit eines Seiles pro Person begrenzt die Abseilstärke der Mannschaft beim Speed-Rappeling.

Mit einem speziellen Abseilgerät, welches einhändig bedienbar ist, setzt sich jede Person mit einem eigenen normalen Kletterseil mit 10 bis 12 mm Durchmesser aus dem Helikopter ab. Das ablaufende Seil kann hierbei in einem Leinenbeutel am Bein des Abseilenden geführt werden, um ein Verheddern zu verhindern. Diese Art des Abseilens ermöglicht das gleichzeitige Absetzen von mindestens sechs Einsatzkräften. Nach der Landung müssen sich die Personen vom Seil trennen, die Seile werden dann vom Hubschrauber abgeworfen.
Wie auch das Fast-Roping ermöglicht das Speed-Rappelling eine Zeitersparnis gegenüber einer Landung und ermöglicht auch Zugang zu Orten, an denen ein Hubschrauber nicht landen kann. Die Nachteile der geringen Abseilstärke der Einsatzkräfte wird durch mehr Sicherheit und der Möglichkeit eines Waffeneinsatzes am Seil ausgeglichen.

### Special Patrol Insertion/Extraction

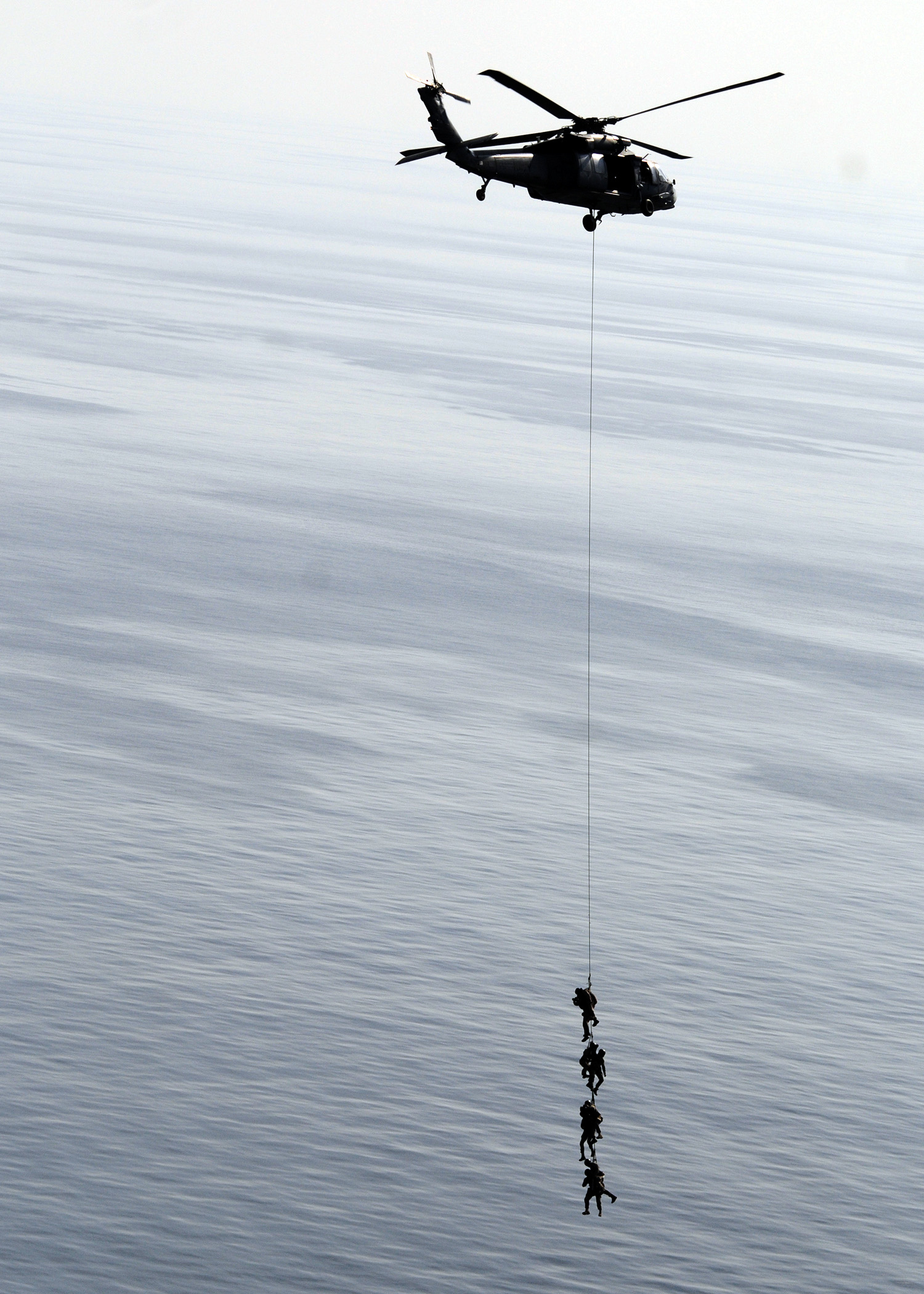
Mitglieder des EOD-Zug 222 der USS Theodore Roosevelt während einer SPIE-Übung

Das als SPIE-rig (rig englisch für Ausrüstung) bezeichnete System ist eine Weiterentwicklung des Rappelling durch die US-Marineinfanterie. Es dient wie das Fast-Roping und das Speed-Rappelling dem schnellen Anlanden aber auch Abholen von Einsatzkräften an unzugänglichen Stellen. Die Soldaten hängen bei diesem Verfahren während des Fluges an einem Seil, das am Hubschrauber oder Tiltrotorflugzeug befestigt ist. Zivil ist dies mit einer Taubergung vergleichbar.